# Říšské kancléřství

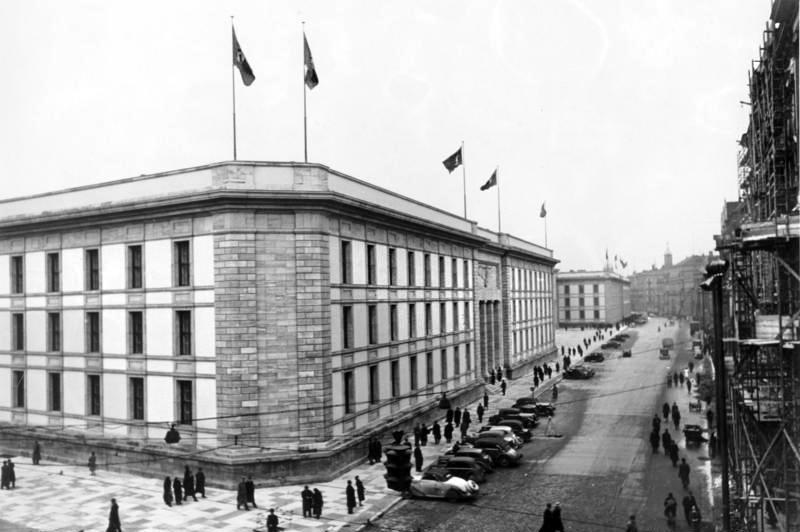
Budova Nového říšského kancléřství roku 1939

Říšské kancléřství (německy Reichskanzlei) byl ústřední úřad německé vlády, který zajišťoval agendu říšského kancléře a organizační podporu říšské vlády. Úřad vznikl v 70. letech 19. století a existoval v různých podobách od Německého císařství přes Výmarskou republiku až do konce nacistického Německa v roce 1945. Po právní stránce šlo o „kancelář“ kancléře a kabinetní úřad vlády; nebyl to samostatný resortní orgán. Přeneseně se jako Říšské kancléřství mohla nazývat i budova tohoto úřadu.

## Historie
Kořeny úřadu sahají k roku 1867, kdy bylo zřízeno pruské Bundeskanzleramt pro Severoněmecký spolek, které bylo po vzniku Německého císařství převzato jako říšský kancléřský úřad (Reichskanzleramt). V roce 1878 bylo úřadu rozhodnutím ze dne 18. května oficiálně stanoveno označení „Reichskanzlei“ (Říšské kancléřství).
Ve Výmarské republice plnila Říšská kancléřská kancelář dvojí roli kancléřova sekretariátu a současně kabinetního úřadu vlády – připravovala jednání, pořizovala protokoly a dohlížela na plnění usnesení. Po roce 1933 se v důsledku nastolení vůdcovského principu změnilo postavení i praxe v rámci říšské vlády a kancléřství se ocitlo ve složitých vztazích k dalším mocenským centrům NSDAP a státním úřadům.
V srpnu 1939 převzalo kancléřství výkonnou správu Ministerské rady pro říšskou obranu, čímž dále posílilo svou koordinační roli ve válečné správě.

## Sídla
Původním sídlem kancléřství se stal bývalý palác Radziwiłłů na adrese Wilhelmstraße 77 v Berlíně, kde úřad sídlil od 70. let 19. století.
V letech 1928–1930 byl na sousední adrese Wilhelmstraße 78 vybudován moderní administrativní přístavek (Erweiterungsbau), jehož autory byli architekti Eduard Jobst Siedler a Robert Kisch (často též uváděn jako Kirsch).
Na přelomu let 1938/1939 vznikla podle projektu Alberta Speera reprezentativní budova Nové říšské kancléřství ve Voßstraße; stavba byla dokončena za necelých dvanáct měsíců a slavnostně předána 9. ledna 1939. Budova sloužila především reprezentaci režimu (např. Mramorová galerie o délce 146 metrů, delší než Zrcadlový sál ve Versailles), nikoli každodennímu výkonu vlády. Celkové náklady byly kolem 90 milionů říšských marek.

## Organizace a kompetence
Říšské kancléřství zajišťovalo přípravu jednání vlády, protokolování, doručování a kontrolu plnění usnesení a bylo nástrojem kancléřovy vládní koordinační činnosti. Po roce 1933 se kompetence kancléřství střetávaly či překrývaly s Kanceláří vůdce (Kanzlei des Führers) a později s Stranickou kanceláří (Parteikanzlei), přičemž část agend (např. stížnosti a podání občanů) byla přesunuta mimo kancléřství. V praxi nesly mnohé listiny vlády spolupodpis vedoucího kancléřství (Chef der Reichskanzlei).

## Osobnosti
V letech 1933–1945 zastával funkci vedoucího říšského kancléřství Hans Heinrich Lammers, který byl od roku 1937 říšským ministrem a patřil k nejvlivnějším úředníkům nacistického státu. Významným ministerským ředitelem v kancléřství byl také Friedrich Wilhelm Kritzinger, jenž byl po Lammersovi druhou klíčovou osobou úřadu a účastnil se v lednu 1942 konference ve Wannsee jako zástupce kancléřství.

## Poválečný osud
V dubnu 1945 obsadila Rudá armáda centrum Berlína včetně komplexu říšského kancléřství, který byl těžce poškozen. Demolice trosek Nového říšského kancléřství začala v únoru 1949 a odstraňování zbytků pokračovalo do roku 1950.